# Quaga
La quaga (Equus quagga quagga) és una subespècie extinta de la zebra comuna, antigament molt nombrosa a la província del Cap de Sud-àfrica i a l'Estat Lliure d'Orange. Diferia d'altres zebres en el fet que tenia les ratlles típiques de les zebres únicament a la part davantera del cos. Al mig del cos, les ratlles es tornaven més vagues i els espais que les separaven esdevenien més amples i la part posterior del cos era simplement de color marró. El seu nom ve d'una paraula khoikhoi per a dir «zebra» i és una onomatopeia, car es diu que s'assembla al bram que feia la quaga.
L'única quaga que fou fotografiada en vida fou una egua del Zoo de Regent's Park a Londres. I la darrera quaga va morir a l'Artis Magistra Zoo d'Amsterdam el 12 d'agost del 1883.
Un grup anomenat Quagga Project va treballar per aconseguir «ressuscitar» les quagues. Això és possible donat que es va descobrir que aquests eren una subespècie de les zebres i, per tant, tot el material genètic que els caracteritzava està present en l'actual població de zebres. Gràcies a això van poder obtenir animals amb l'aparença de les quagues utilitzant selecció artificial. Els detractors del projecte asseguren que aquests espècimens únicament són zebres que semblen quagues però que es diferencien d'aquestes per les adaptacions al medi i comportament.